# 平敷屋・友寄事件
平敷屋・友寄事件（へしきや・ともよせじけん）は、琉球王国にて蔡温の改革が行われていた1734年（享保19年）に、和文学者の平敷屋朝敏と王府高官の友寄安乗らが「国家の御難題」を企んだとして処罰された事件。
朝敏らが薩摩在番の川西平佐衛門宅へ王府批判の落書や投書をしたとされるもので、事件は惣慶親雲上の口から計画が漏れたことで発覚し、逮捕後、朝敏ら同志15名は安謝港にて尖った木で体を貫いて殺す磔刑に処され、連累者も数十人に及び、過酷な処罰が下された。朝敏の長男は水納島へ、次男の朝助は親類預けの後に多良間島へそれぞれ島流しとなり、妻の亀と当時3歳の娘は高離島の上原部落に流された上で身分を百姓に貶された。